# Toliara II
Toliara II is een district van Madagaskar in de regio Atsimo-Andrefana. Het district telt 250.432 inwoners (2011) en heeft een oppervlakte van 1.342 km². Het district telt 20 gemeentes en beslaat het gebied rondom de stad Toliara.
De bestuurder van het district is Herinjanahary Josoa, voorheen bestuurder van het district Benenitra.